# カナ川 (ロシア)
カナ川 (カナがわ、ロシア語: Кана) は、ロシアのムルマンスク州にあるコラ半島の南西部を流れる川。全長は50キロメートル。ウンバ川の支流であり、アパチートゥイの南方25キロメートルにあるイマンドラ湖の南東部の森を水源とする。水源からは無人の森林や湿原を南東方向に流れ、カノゼロ湖の北端に注いでいる。